# Чернов Мстислав Андрійович
Мстислав Андрійович Чернов (нар. 3 липня 1985, Харків) — український режисер, відеограф, фотограф, фотожурналіст, військовий кореспондент та письменник. Висвітлював Революцію гідності, Війну на сході України, наслідки збиття Boeing 777 Malaysia Airlines, Сирійську громадянську війну, битву при Мосулі в Іраку, Російське вторгнення в Україну 2022 року, включно з Блокадою Маріуполя. Журналіст Ассошіейтед Прес та президент Української асоціації професійних фотографів. Лауреат Національної премії України імені Тараса Шевченка (2024), та премії Оскар (2024).
За роботу про блокаду Маріуполя отримав низку нагород, серед яких Пуліцерівська премія за служіння суспільству разом із Євгеном Малолєткою та Василисою Степаненко, Deutsche Welle Freedom of Speech Award, Премія імені Георгія Ґонґадзе, Knight International Journalism Awards, Overseas Press Club of America, Biagio Agnes Award, Bayeux Calvados-Normandy Award, Elijah Parish Lovejoy Award, Free Media Awards, CJFE International Press Freedom Award та Royal Television Society Television Journalism Awards.
За підсумками 2022 року Чернов увійшов у рейтинги «Люди НВ 2022 у рік війни» і «14 пісень, фото та арт-об'єктів, що стали символами українського спротиву» від Forbes Україна, а відеоматеріали з Маріуполя стали основою фільму «20 днів у Маріуполі», що став переможцем премій «Оскар» та BAFTA. Матеріали Чернова були опубліковані та випущені в ефірі багатьох ЗМІ по всьому світу, зокрема CNN, BBC, New York Times, Washington Post та інших.
Переможець конкурсів: власник премії Гільдії режисерів Америки, премії Лівінгстона, премії Рорі Пека, премії Королівського телевізійного товариства, премії DW «За свободу слова», премію «За свободу преси» (Press Freedom Prize) міжнародної некомерційної організації «Репортери без кордонів». Член «Українського ПЕН».

## Кар'єра

### Художня та документальна фотографія: 2005—2013 роки
Чернов розпочав свою кар'єру фотографа у 2005 році, працюючи в місцевому харківському інформаційному агентстві MediaPort. У 2008 році він отримав першу премію на місцевій фотовиставці «Харків. Місто очима городян». Того ж року відбулася перша персональна виставка фотографій Musica per somnia, задумана та організована за сприяння директора Харківської філармонії Юрія Янка, який був вражений фотографіями японської скрипальки Саяка Шоджі, які зробив Чернов. У 2009 році Чернов здобув ще одну нагороду, посівши перше місце на місцевій фотовиставці «Майже втрачений Харків», для якої висвітлив приклади руйнування старої архітектури міста.
Із 2008 року Чернов працював із міжнародним проєктом «Дітям Чорнобиля», «Novick Cardiac Alliance», де фотографував операції на серці. У 2012 році жив у Камбоджі, зосередившись на місцевих культурних та медичних проєктах.
У 2013 році творчість Чернова здобула національне визнання. Його фотографії принесли йому перше місце в українському конкурсі Фотограф року в номінації «Документальна фотографія». Тоді ж Чернов став переможцем Pentax Awards Ukraine 2013 та конкурсу «Кращий пресфотограф України» у номінації «Портрет». У той час Чернов фотографував у понад сорока країнах та провів ще одну персональну виставку у 2013 році — «Сезон дощів», на якій презентував світлини з Далекого Сходу.
У 2013 році Чернов став президентом громадської організації «Українська асоціація професійних фотографів». Його художній проєкт-інсталяція «Зазираючи у вікна», під час якого збільшені старовинні фотографії були розміщені у вікнах покинутих будівель, привернув увагу національної преси та був повторений у наступні роки. Того ж року Чернов був запрошений взяти участь у міжнародному проєкті документальної фотографії Unframe.

### Журналістика
Улітку 2013 року, фотографуючи в Стамбулі, Чернов опинився посеред протестів у парку Гезі та на майдані Таксим. Прояви насильства вразили Чернова й послужили приводом його переходу від художньої та документальної фотографії до висвітлення конфліктів та воєн.

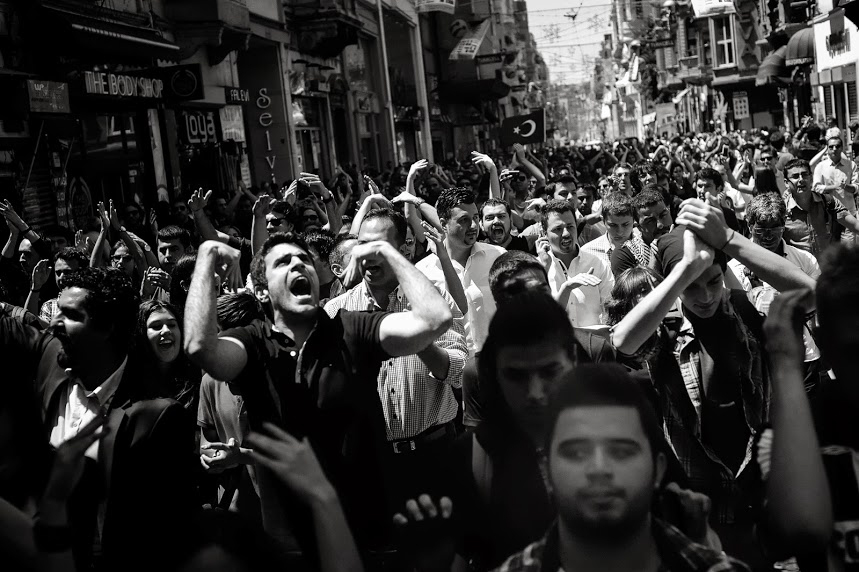
Протест у Туреччині, 2013 рік

#### Євромайдан
Наприкінці 2013 року Київ був охоплений масовими акціями протесту, що завершилися кровопролиттям, втечею Президента Віктора Януковича та Революцією Гідності. Чернов фотографував ті події як кореспондент MediaPort та Unframe. Під час посилення насильства на нього кілька разів нападали та поранили. На початку грудня 2013 року міліціянти напали на представників преси, пошкодили Чернову руку, розірвали його посвідчення журналіста та знищили фотообладнання. У січні 2014 року, ігноруючи позначки «Преса», міліціонер навмисно кинув у Чернова світло-шумову гранату, що поранила ноги та очі фотографа осколками.

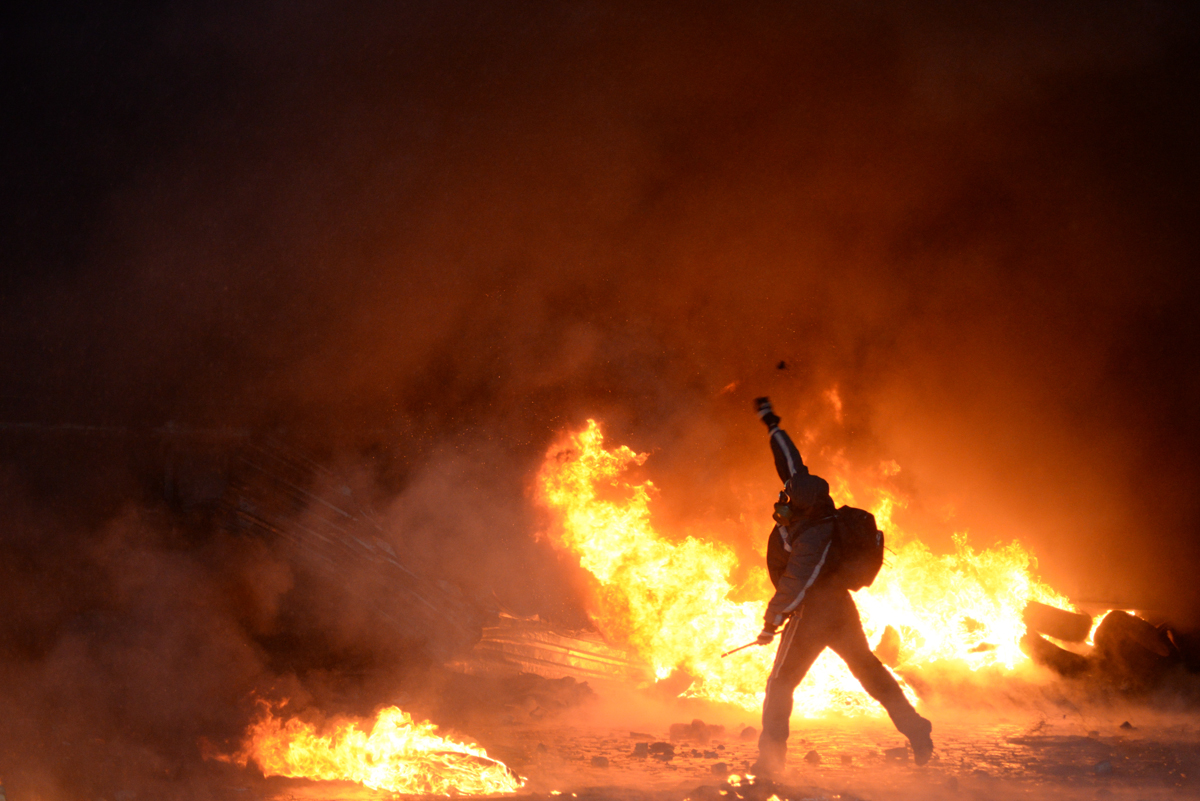
Євромайдан, січень 2014 року

Події в Києві привернули значну міжнародну увагу. Багато міжнародних репортерів стікалися висвітлювати українську революцію, якій слідували російська анексія Криму та війна на Донбасі. Чернов надавав міжнародним журналістам допомогу та почав працювати як перекладач і стрингер для Ассошіейтед Прес. Пізніше, у травні 2014 року, він став фрилансером в Ассошіейтед Прес.

#### Кар'єра в Ассошіейтед Прес
У липні 2014 року Чернов уже працював незалежним багатоформатним (робив тексти, фото- та відеоматеріали) журналістом Ассошіейтед Прес. Російська збройна агресія проти України створила ще одну конфліктну зону в Україні, яку Чернов висвітлював у 2014 році, ставши одним з небагатьох журналістів, які повідомляли про події з обох сторін конфлікту.
На третій день його незалежної роботи на Ассошіейтед Прес на Донбасі був збитий рейс Malaysia Airlines Flight 17, і Чернов зробив перші світлини інциденту. Цей репортаж відіграв істотну роль у висвітленні катастрофи з боку Ассошіейтед Прес. За це висвітлення Чернов був нагороджений премією «Молодий талант року» від Королівського телевізійного товариства.
У наступні роки як журналіст Ассошіейтед Прес та військовий кореспондент Чернов документував війну в Сирії та битву за Мосул в Іраку, а також європейську міграційну кризу в Греції, Македонії, Словенії, Хорватії, Угорщині, Австрії та Німеччині.
У 2017 році в Мосулі куля снайпера пробила камеру Чернова й застрягла в його бронежилеті. Іракські відеоролики Мстислава увійшли до фіналу премії Рорі Пека у 2017 році та премії Королівського телевізійного товариства у 2017 та 2018 роках.
Репортажі фотографа з'являлися в ЗМІ по всьому світові: The Independent, The Seattle Times, Military Times, Navy Times, Washington Examiner, The Epoch Times. Фотографії Чернова також були опубліковані в The New York Times, The Washington Post, The Wall Street Journal, Forbes, The Guardian, The Daily Telegraph, The Daily Mail, Le Monde, Deutsche Welle, Die Zeit тощо. Його відео виходили в ефір на BBC, Euronews, CNN, Fox News Channel, Sky News, Al Jazeera та інших ресурсах. У 2016 році суддя Королівського телевізійного товариства заявив: «Зважаючи на діапазон, обсяг та глобальне розповсюдження кадрів [Чернова], минулого року, можливо, були дні, коли ми цілий день переглядали [репортажі Чернова]».

Зразки документальних фотографій Мстислава Чернова, 2015—2016 роки
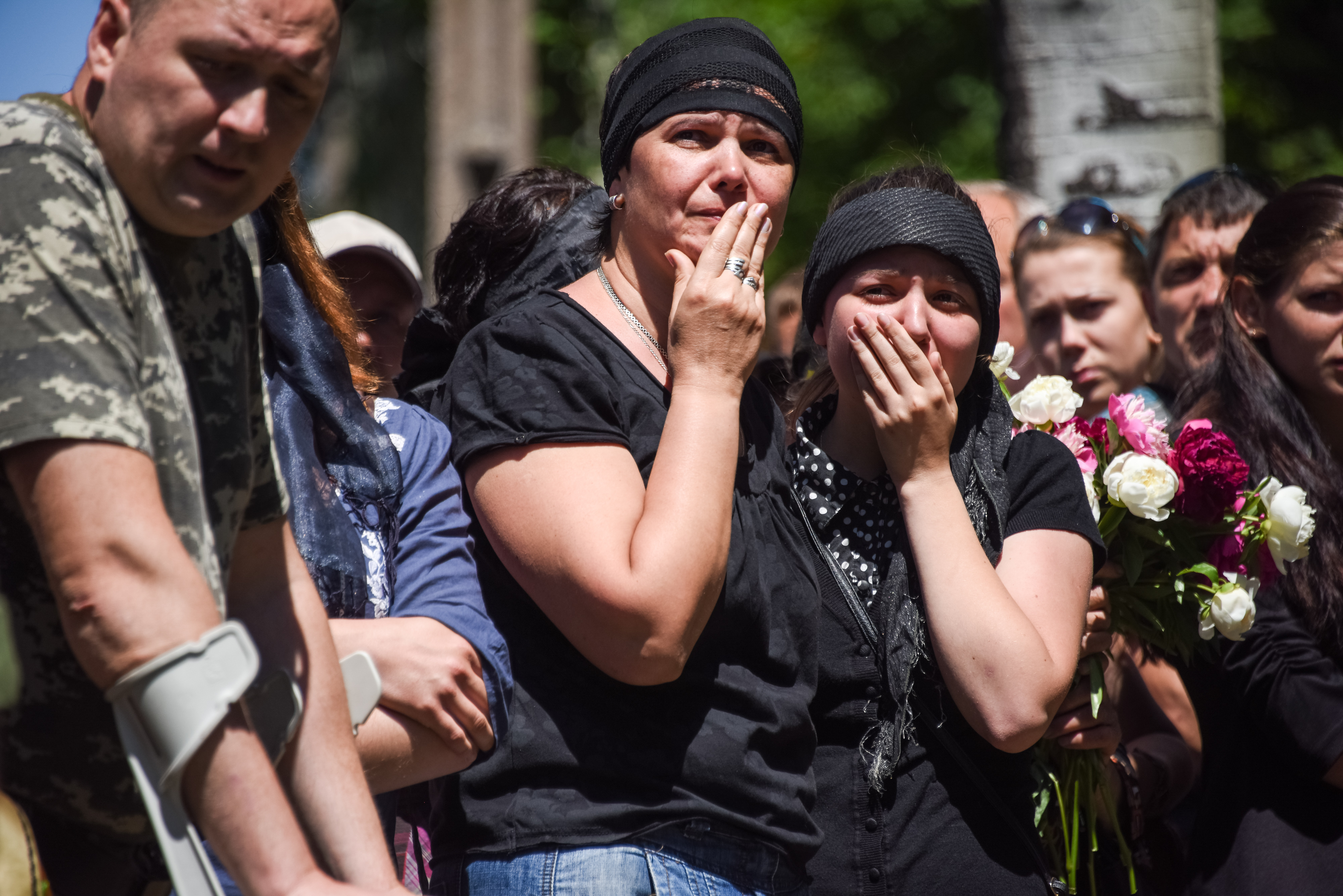
Поховання бійців, Донецьк, липень 2015р.
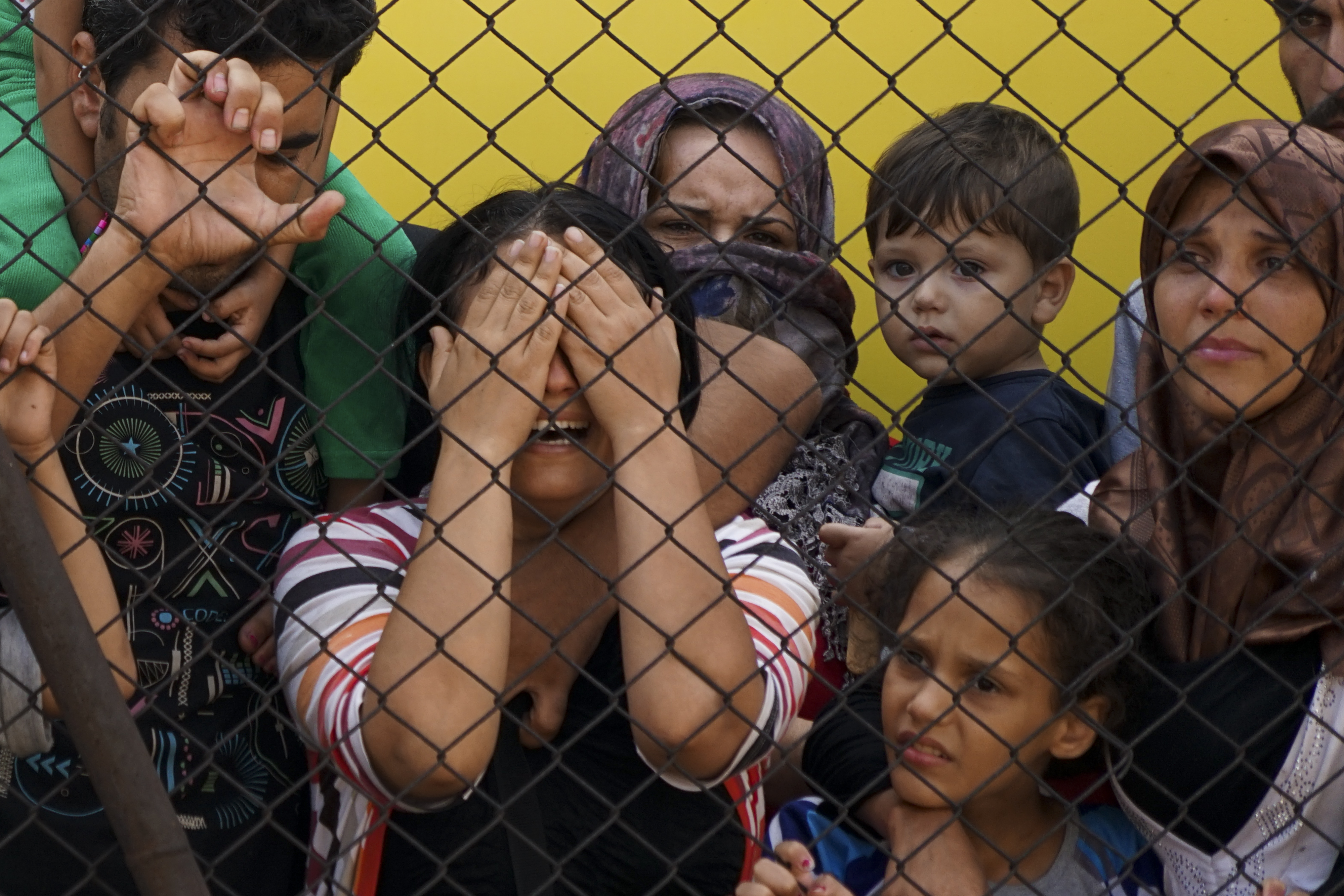
Сирійські біженці в Угорщині, вересень 2015 року
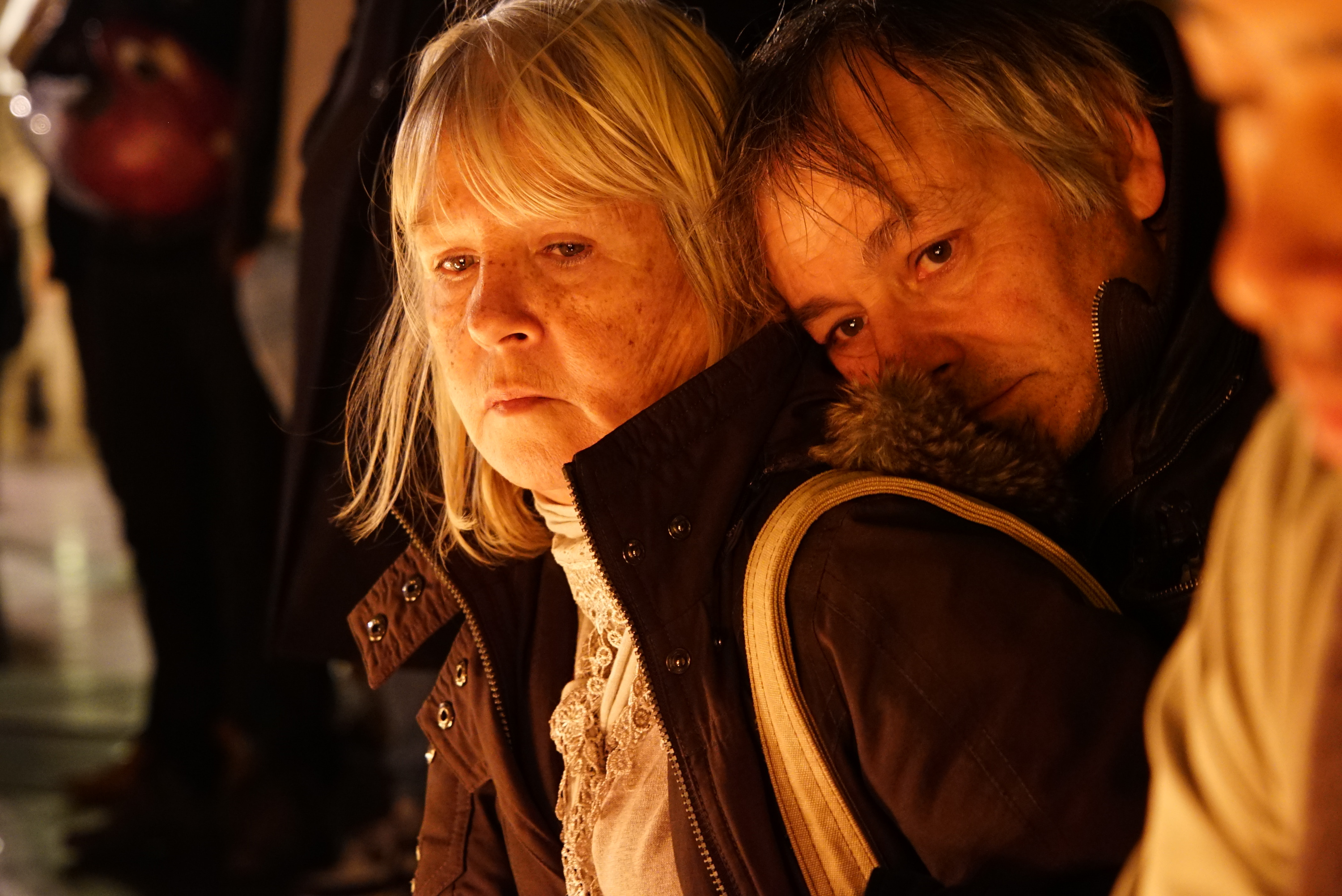
Після терористичних актів в Парижі, листопад 2015р.
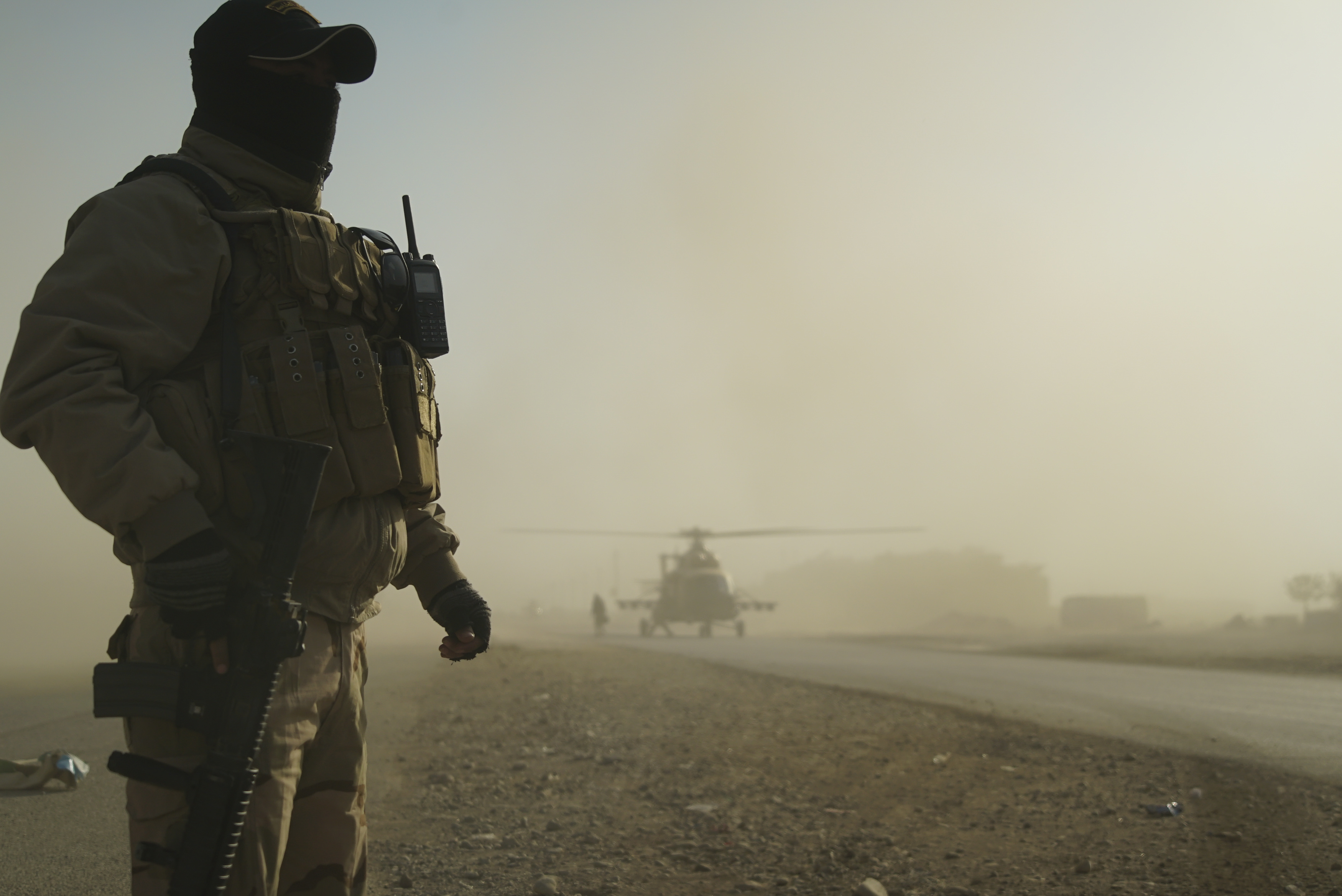
Мосул, Ірак, листопад 2016р.
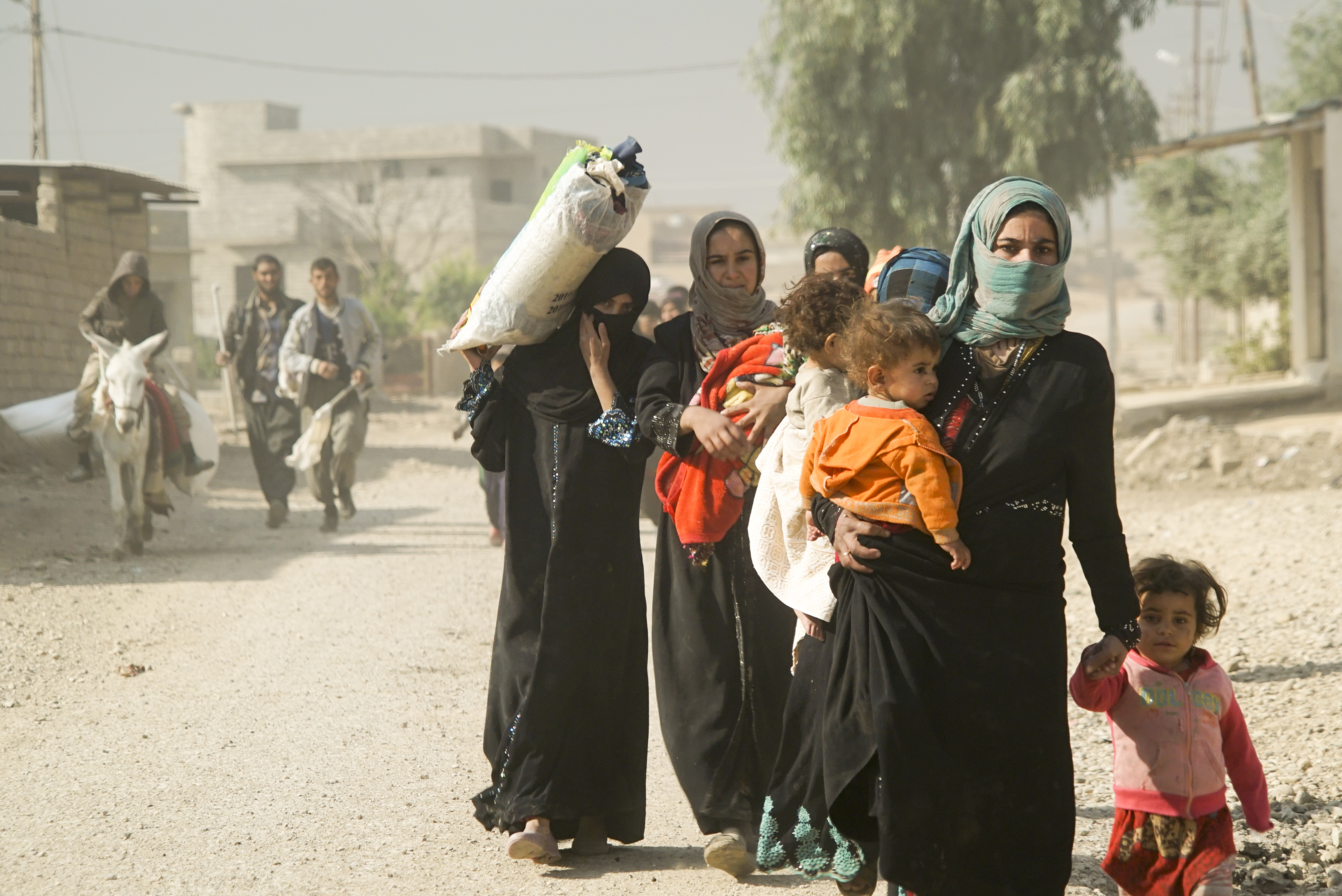
Мосул, Ірак, листопад 2016р.

#### 2020—2021 роки
Навесні 2020 року Мстислав Чернов працював у Лівії, Сирії, висвітлював міграційну кризу в Туреччині. З травня до липня і з вересня до жовтня знімав перебіг пандемії COVID-19 в Україні.
У серпні 2020 року працював у Білорусі, висвітлюючи вибори президента. Після оголошення Лукашенка переможцем на виборах, почались масштабні протести. У Мінську Чернова захопили й побили білоруські правоохоронці. Від побиття в автозаку фотограф втратив свідомість. Прийшов до тями вже в машині швидкої допомоги. Під час протестів Чернов зафіксував момент, коли чоловік у закривавленій сорочці впав на землю. Пізніше було встановлено, що це протестувальник Олександр Тарайковський. Фото і відео Чернова стали беззаперечним доказом того, що Тарайковський був застрелений упритул співробітниками спецпідрозділу 10 серпня 2020 року в Мінську, тоді як урядові ЗМІ намагалися зобразити інцидент як щось, що сталося з необережності протестувальника. Після цього Чернова депортували з країни й не подовжили його акредитацію.
Упродовж 2020 і 2021 років Чернов працював також у Нагорному Карабаху, Афганістані, Литві, Вірменії.

#### Після 2022 року
У 2023 році Чернов увійшов у склад журі Премії імені Георгія Ґонґадзе 2023 року та став одним із 50 героїв першого друкованого номеру Vogue за час повномасштабної війни.

### Документальне кіно

#### «20 днів у Маріуполі»
24 лютого 2022 року у складі команди Associated Press Чернов приїхав у Маріуполь, де протягом 20 днів знімав руйнування, обстріли, роботу лікарів, численні жертви серед мирних мешканців. Серед іншого, першим зробив відео розбомбленого росіянами Пологового будинку № 3.
Матеріали періодично надсилалися в редакцію з єдиного місця в Маріуполі, де ще був онлайн-зв'язок — під сходами біля розтрощеної продуктової крамниці. Так вдалося передати 10 % відзнятого матеріалу. Решту матеріалу, зокрема, 30 годин відео Мстислава Чернова, 15 березня команда Associated Press вивезла з собою з Маріуполя через гуманітарний коридор. Про побачене, зокрема братські могили в Маріуполі, Чернов розповів на економічному форумі в Давосі. Журналісти Associated Press і команда Frontline (канал PBS, США) спільно заснували проєкт War Crimes Watch Ukraine, який збирає докази військових злочинів росіян, зокрема, в Маріуполі. Чернов в складі команди проєкту отримав за цю роботу премію Philip Meyer Journalism Award від організації Investigative Reporters and Editors. Також робота Чернова у 2022 році була додана в рейтинг Forbes Україна «30 перемог українців у 2022-му».
Над створенням з маріупольских матеріалів документальної стрічки «20 днів у Маріуполі» також працювали Євген Малолєтка, Василиса Степаненко, Рейні Аронсон-Рат та Мішель Мізнер. Прем'єра «20 днів у Маріуполі» відбулася 21 січня 2023 року на найбільшому в США фестивалі незалежного кіно «Санденс», де фільм потрапив до конкурсної програми «Світове документальне кіно» (Sundance Film Festival Grand Jury Prize for Best Documentary) й отримав Приз глядачів (Sundance World Cinema Audience Award: Documentary). Європейська прем'єра стрічки відбулася на Копенгагенському міжнародному фестивалі документального кіно CPH: DOX (номінація F: ACT — журналістське розслідування), який проходив 15-26 березня 2023 року.
Фільм також отримав нагороду в категорії «Standing Up» на 47-му Міжнародному кінофестивалі в Клівленді (США) та нагороду Cinema for Peace (Німеччина) як найкращий документальний фільм року. Картина увійшла в конкурс фестивалю Docudays UA 2023 року й отримала головний приз. На фестивалі 3 червня 2023 року відбулася українська прем'єра фільму.
На новозеландському фестивалі документального кіно Doc Edge «20 днів у Маріуполі» нагороджено у двох номінаціях: найкраща режисура (Мстислав Чернов) і найкращий монтаж (Мішель Мізнер). На британському фестивалі документальних фільмів Sheffield DocFest 2023 картина отримала премію Тіма Гетерінгтона. На Міжнародному фестивалі документального кіно IDFA 2023 в Амстердамі фільм отримав приз глядацьких симпатій.
«20 днів у Маріуполі» був номінований на національну премію «Кіноколо» у 3 номінаціях (Найкращий документальний фільм року, Найкраща режисура, Відкриття року), переміг у двох з них: «Найкращий документальний фільм» і «Відкриття року».
Стрічка отримала 100 % схвальних відгуків критиків на сайті Rotten Tomatoes. Зокрема, Нік Аллен з Roger Ebert, який побачив фільм на фестивалі «Санденс», вважає, що «назвати „20 днів у Маріуполі“ одним із найважливіших фільмів „Санденсу“ — це недооцінити його. Він, безсумнівно, стане одним із найважливіших фільмів про розуміння конфлікту та його наслідків для народу України, і це надихаючий заклик до уваги та підтримки, які необхідно надати».
«20 днів у Маріуполі» вийшов в обмежений прокат у США 14 липня 2023 року. У кінотеатрах України прокат почався 31 серпня Допрем'єрні покази відбулися в Києві (фестиваль Bouquet Kyiv Stage 2023) та Львові (ГО «Львівський медіафорум»). На перший вікенд вересня 2023 року фільм зібрав понад 530 тис. грн в українському прокаті, ставши найбільш касовим українським документальним фільмом в історії. Фільм також показали перед засіданням Генеральної Асамблеї ООН у вересні 2023 року.
11 лютого 2024 Мстислав Чернов здобув премію Гільдії режисерів США (DGA Awards). Його відзначили у категорії «Видатні режисерські досягнення в документальному кіно».
Український оскарівський комітет висунув «20 днів у Маріуполі» від України на 96-ту церемонію «Оскар» у категорії «Найкращий міжнародний повнометражний фільм». Стрічка увійшла до шортлиста премії «Оскар», який 21 грудня 2023 року опублікувала Академія кінематографічних мистецтв і наук, одразу у двох номінаціях: «Найкращий міжнародний повнометражний фільм» та «Найкращий повнометражний документальний фільм».
10 березня 2024 року у Лос-Анджелесі Мстислав Чернов на 96-й церемонії вручення премії Американської академії кінематографічних мистецтв і наук за заслуги в галузі кінематографа разом з командою здобули кінопремію «Оскар» у категорії «Найкращий документальний повнометражний фільм». На премії BAFTA «20 днів у Маріуполі» переміг у номінації «документальний фільм» і був номінований у категорії «фільм іноземною мовою». 12 вересня 2024 року фільм виграв в номінаціях «Найкращий фільм» і «Найкращий документальний фільм» на нагородженні Восьмої Національної кінопремії «Золота Дзиґа».
Стрічка потрапила в трійку найкращих документальних фільмів 2023 року за версією Indiewire, а також отримала п'ять номінації премії Cinema Eye Awards за досягнення в неігрових і документальних фільмах і серіалах. Окрім цього, фільм виграв премію Гільдії режисерів Америки в категорії «Видатні режисерські досягнення в документалістиці».
У жовтні 2023 року «20 днів у Маріуполі» мали показати на сербському фестивалі Beldocs у Лазаревацькому культурному центрі в передмісті Белграда. 10 жовтня Сербська радикальна партія закликала відмінити показ «антиросійського пропагандистського фільму київського режиму» який є «спробою Заходу змінити ставлення сербського народу до братньої Росії». 12 жовтня адміністрація фестивалю відмінила показ, наголосивши, що «Beldocs не стоїть за цим рішенням і не брав у ньому участі».

#### «2000 метрів до Андріївки»
У 2024 році Чернов Став членом журі премії ImpACT Award на 81-му Венеційському міжнародному кінофестивалі.

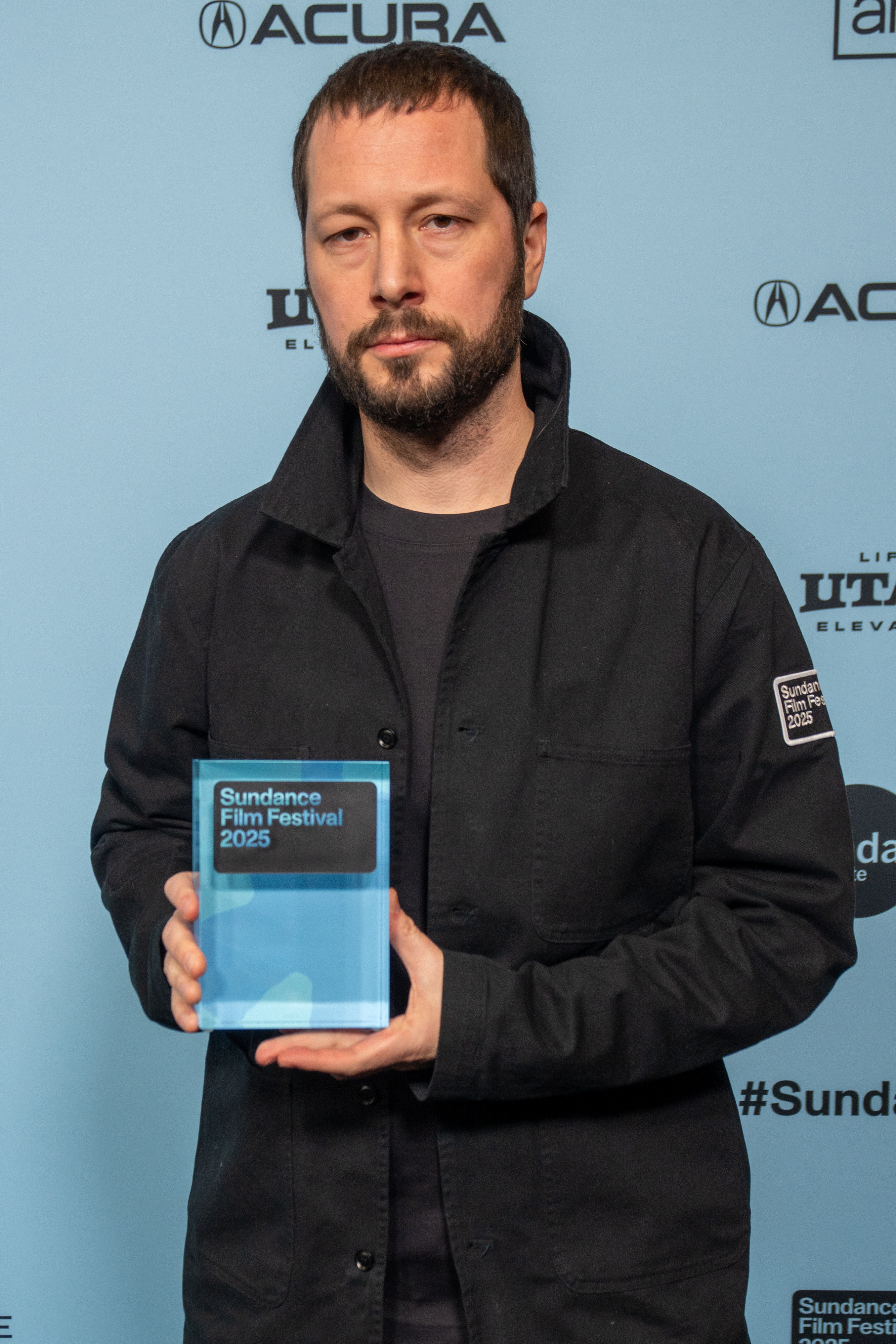
Мстислав Чернов з призом кінофестивалю «Санденс» за фільм «2000 метрів до Андріївки», січень 2025 року

3 жовтня 2024 року під час Kyiv Media Week Чернов повідомив, що завершує роботу над новим фільмом про контрнаступ України 2023 року. Фільм почали знімати у вересні 2023 року. За задумом, він мав показати події лише контрнаступальної операції, але загалом зйомки тривали півтори роки. Героями фільму стали бійці Третьої окремої штурмової бригади, які наступали на Андріївку під Бахмутом. В команду фільму війшли фотограф Олександр Бабенко продюсерка і монтажерка Мішель Мізнер (вона працювала з Черновим і над стрічкою «20 днів у Маріуполі») і Рейні Аронсон-Рат. Композитором став дворазовий лауреат Греммі Сем Слейтер (відомий по співпраці з дружиною Гільдур Ґуднадоттір над серіалом «Чорнобиль» та фільмом «Джокер»). Виробництвом фільму знову займалися Frontline та Associated Press.
У січні 2025 року Чернов представив свій новий документальний фільм «2000 метрів до Андріївки» на кінофестивалі «Санденс». За підсумками фестивалю Чернов був нагороджений призом за найкращу режисерську роботу програми «Світова документалістика».
На прем'єрі Чернов так описав зміну задуму фільму: «З історії про успіх цієї операції він став історією втрати, пам'яті, ціни, яку солдати платять за кожен окремий клаптик землі. І звідси пішла назва». За словами автора, з чотирьох бійців, які надавали для фільму записи зі своїх нашоломних камер, живий залишився лише один.
Міжнародним прокатом фільму займається компанія Dogwoof, а прокатом у Північній Америці — PBS Distribution. Українська прем'єра відбулася на фестивалі документального кіно DocuDays UA в Києві. На ньому фільм отримав три відзнаки у номінаціях «Docu/Світ», «Rights Now!» та «Приз глядацьких симпатій».
Фільм увійшов у програму Канського кінофестивалю, здобув перемогу на міжнародному фестивалі документального кіно DocAviv в Ізраїлі, був представлений на міжнародному фестивалі повнометражного кіно Transilvania International Film Festival (TIFF.24) у Румунії. Станом на 21 лютого 2025 року фільм мав на сайті Metacritic рейтинг 85, на сайті Rotten Tomatoes — 94 %.

## Стиль Чернова
Незалежні оглядачі відзначають глибоке співчуття митця до людства, що робить його роботи впливовими. Вони також констатують широкий спектр творчості та його «виняткового погляду на деталі».

Український фотограф та куратор фотовиставки в Харкові Володимир Оглоблін так коментує роботи Чернова: 
«Мстислав має винятково глибоке бачення [sic] … вочевидь, що він відчуває людей на своїх фото. Мстислав має добру інтуїцію, рідкісний дар передавати на фотографіях те, що він бачить».
Директорка європейської секції новин Ассошіейтед Прес Каро Криль вказала: 
«Через причетність до деяких критичних історій Чернов швидко зарекомендував себе як рідкісний, багатоформатний журналіст із незвичним вмінням розробляти сюжет у найскладніших умовах. Він природний візуальний розповідач, і його фірмова ознака — співчуття до людства, що супроводжує майже кожне зображення, — гарантує, що його робота матиме негайний вплив».
Суддя Королівського телевізійного товариства зауважив, що:
«[Чернов] має виняткове бачення деталей та повний спектр фото в портфоліо, що захоплюють емоції та передають страх, а іноді й паніку, яка була в основі багатьох новинних подій минулого року».
Сам Чернов вважає, що війна повинна бути не уславленою, а зображена такою, якою вона є. Коментуючи власну роботу, він зазначив, що не обов'язково насолоджується військовою журналістикою, проте вважає, що знаходиться в потрібному місці, хоча його діяльність може переходити в якийсь момент до іншого виду фотографії, наприклад, до завдань від National Geographic. Чернов вважає, що інколи треба ризикувати, щоб зробити хороше фото: «Доводиться йти на компроміс: щоб показати, що відбувається, потрібно бути в центрі подій. Якщо ти бережеш себе, то ніколи не знімеш найважливіше».
Чернов вважає за краще працювати з більш простою, меншою технікою, яка завжди може бути при ньому й готова знімати в будь-який час. Він працює з невеликими камерами та зазвичай не використовує штатив.

## Інші фотопроєкти

##### Проєкт «Зазираючи у вікна»
З 2013 року Чернов реалізовує в Києві проєкт «Зазираючи у вікна». У 2013 році дореволюційні портрети, переважно авторства харківського фотографа Олексія Іваницького, прикрасили вікна будинку на вул. Ярославів вал, 15. На більшості фотографій були зображені харків'яни, зокрема автопортрет фотографа з онукою. Партнером на цьому етапі став фотограф Володимир Оглоблін — використані фото були з його колекції.
У 2014 році другу частину проєкту було розміщено у вікнах будинку за адресою вул. Шевченка, 5. Цей етап був присвячений 200-річчю від дня народження Тараса Шевченка. Для проєкту були відібрані портрети Кобзаря, написані сучасними художниками Майдану.
У грудні 2020 року третім етапом проєкту стала виставка «Сплячий будинок» в партнерстві з ГО «Мапа Реновації» — інсталяція з архівними фотографіями, інтегрованими у вікна «Кам'яниці з драконами» — покинутої будівлі на бульварі Тараса Шевченка, 19. На фото були архівні портрети українців у традиційному одязі, авторства українського фотографа Івана Карпова. На світлинах людям «закрили очі» за допомогою комп'ютерної графіки, бо «люди все більше віддаляються від реальності й поринають у світ, створений медіа та рекламою». Головним елементом експозиції став великий портрет Григорія Сковороди.

## Літературна діяльність
У січні 2020 року Чернов презентував психологічний роман «Часи сновидінь», 500-сторінковий художній твір, задуманий та написаний протягом 8 років, як центральний об'єкт відео-виставки, присвяченої ролі медіа у створенні публічного колективного досвіду. Посилаючись на поняття «Час сновидінь» у австралійських аборигенів, роман вивчає колективний досвід суспільства («сновидіння»), пов'язаний з війною та конфліктом, та має в основі реальні події під час Війни на Донбасі, міграційної кризи у Європі та інших подій, свідком яких був Чернов. Робота містить в собі чотири переплетені сюжетні лінії, події яких відбуваються на великих територіях від сходу України до півдня Європи та Південно-східної Азії, поєднані спільною темою вирішення внутрішнього конфлікту.
«Часи сновидінь» були відмічені за творче літературне застосування сновидінь у зображенні психіки протагоніста та за «серйозну» та «філігранну прозу»., а також твір потрапив у перелік найкращих книг 2020 року від волонтерів, письменників та військових журналістів про російсько-українську війну за версією «Армія FM» та у перелік «Книжки незламності. Двадцять видань, присвячених війні в Україні» від Media Sapiens.

Літературознавиця, критикиня Тетяна Трофименко вважає, що «Часи сновидінь» — несподівано для дебютанта сильна й стилістично сформована проза. Журналіст, критик Юрій Володарський назвав роман першим в українській літературі масштабним художнім текстом, у якому війна на Донбасі показана з того боку фронту:
«Роман для дебюту напрочуд яскравий, але в стількох моментах незручний, що його вважають за краще не помічати. „Часи сновидінь“ позбавлений як авторських оціночних суджень, так і трансляції „правильних“ поглядів вустами героїв. Чернов — насамперед гуманіст, у його прозі це проявляється не менше, ніж у фото з гарячих точок».
У березні 2021 року у видавництві «Саміт-книга» вийшла Українська версія роману під назвою «Часи сновидінь» з авторськими змінами та доповненнями. У жовтні 2022 року у видавництві ASP вийшов переклад роману англійською під назвою «The Dreamtime».
У 2022 році вийшла фотокнига «Незалежні» (видавництво «Ваш автограф»), до якої увійшли 144 знімки 60 українських фотографів за останні 30 років — від проголошення незалежності до пандемії. Автором ідеї та текстів став Мстислав Чернов, більд-редактором — відомий український фотограф Михайло Палінчак.
У жовтні 2022 року Мстислав Чернов виступав від України на 74-му Франкфуртському книжковому ярмарку.
26 вересня 2023 року Чернов заявив, що видавництво «Саміт-книга» за два роки після видання роману так і не заплатило йому гонорар і відмовляється звітувати про продаж книги. Видавництво попросило вибачення й надіслало звіти. Чернов заборонив видавництву надалі використовувати його ім'я та книгу для реклами.

## Нагороди і відзнаки

### Головні асоціації
| Нагорода                                      | Рік  | Категорія                                                | Робота                   | Результат |
| --------------------------------------------- | ---- | -------------------------------------------------------- | ------------------------ | --------- |
| Санденс                                       | 2025 | Найкраща режисура в категорії Світове документальне кіно | 2000 метрів до Андріївки | Перемога  |
| Оскар                                         | 2024 | Найкращий документальний повнометражний фільм            | 20 днів у Маріуполі      | Перемога  |
| BAFTA                                         | 2024 | Найкращий документальний фільм                           | 20 днів у Маріуполі      | Перемога  |
| BAFTA                                         | 2024 | Найкращий неангломовний фільм                            | 20 днів у Маріуполі      | Номінація |
| Премія Гільдії режисерів США                  | 2024 | Видатні режисерські досягнення в документалістиці        | 20 днів у Маріуполі      | Перемога  |
| Премія Гільдії продюсерів США                 | 2024 | Видатний продюсер документального театрального кіно      | 20 днів у Маріуполі      | Номінація |
| Вибір критиків у сфері документальних фільмів | 2024 | Найкращий документальний фільм                           | 20 днів у Маріуполі      | Номінація |
| Вибір критиків у сфері документальних фільмів | 2024 | Найкращий дебютний документальний фільм                  | 20 днів у Маріуполі      | Перемога  |
| Вибір критиків у сфері документальних фільмів | 2024 | Найкращий політичний документальний фільм                | 20 днів у Маріуполі      | Перемога  |
| Вибір критиків у сфері документальних фільмів | 2024 | Найкращий режисер документального фільму                 | 20 днів у Маріуполі      | Номінація |
| Супутник                                      | 2024 | Найкращий документальний фільм                           | 20 днів у Маріуполі      | Номінація |
| Золота дзиґа                                  | 2024 | Найкращий фільм                                          | 20 днів у Маріуполі      | Перемога  |
| Золота дзиґа                                  | 2024 | Найкращий документальний фільм                           | 20 днів у Маріуполі      | Перемога  |

### Галузеві нагороди
| Рік  | Нагорода                                                                | Категорія                                                                          | Результат    | Посилання              |
| ---- | ----------------------------------------------------------------------- | ---------------------------------------------------------------------------------- | ------------ | ---------------------- |
| 2025 | Копенгагенський міжнародний фестиваль документального кіно              | F: ACT Award — за журналістське розслідування                                      | Перемога     | [ 131 ]                |
| 2024 | IBC Innovation Awards                                                   | Міжнародна відзнака за відмінні досягнення                                         | Перемога     | [ 132 ]                |
| 2024 | Grierson Awards                                                         | Найкращий документальний фільм про поточні події                                   | Перемога     | [ 133 ]                |
| 2024 | International Broadcasting Convention 2024                              | Нагорода за видатні досягнення                                                     | Перемога     | [ 134 ]                |
| 2024 | Національна премія України імені Тараса Шевченка                        | Публіцистика та журналістика                                                       | Перемога     | [ 135 ]                |
| 2023 | Doc Edge (фестиваль документального кіно)                               | Найкращий режисер іноземного кіно                                                  | Перемога     | [ 69 ]                 |
| 2023 | Пулітцерівська премія                                                   | За служіння суспільству (в складі команди The Associated Press)                    | Перемога     | [ 136 ]                |
| 2023 | Overseas Press Club Awards                                              | Hal Boyle Award (найкраща газета, служба новин або цифрові репортажі з-за кордону) | Перемога     | [ 137 ]                |
| 2023 | Royal Television Society Television Journalism Awards                   | Оператор року                                                                      | Перемога     | [ 3 ]                  |
| 2023 | George Polk Awards                                                      | Нагорода за воєнний репортаж                                                       | Перемога     | [ 138 ]                |
| 2023 | Philip Meyer Journalism Award                                           | (в складі команди The Associated Press і PBS FRONTLINE)                            | Перемога     | [ 57 ]                 |
| 2023 | CJFE International Press Freedom Award                                  |                                                                                    | Перемога     | [ 139 ]                |
| 2022 | Премія «Української правди»                                             | Журналіст року                                                                     | Перемога     | [ 140 ]                |
| 2022 | Press Freedom Prize від «Репортери без кордонів»                        | номінація «За вплив»                                                               | Перемога     | [ 11 ]                 |
| 2022 | Oliver S. Gramling Awards                                               | Journalism Awards (разом із Євгеном Малолєткою та Василисою Степаненко)            | Перемога     | [ 141 ]                |
| 2022 | 27-й Міжнародний фестиваль репортажу та медіа (Сербія)                  | Фото репортаж                                                                      | Перемога     | [ 142 ]                |
| 2022 | Free Media Awards                                                       |                                                                                    | Перемога     | [ 143 ]                |
| 2022 | Elijah Parish Lovejoy Award for Courage in Journalism                   |                                                                                    | Перемога     | [ 144 ]                |
| 2022 | Bayeux Calvados-Normandy Award                                          | Video Image Trophy                                                                 | Перемога     | [ 145 ]                |
| 2022 | Bayeux Calvados-Normandy Award                                          | Television Trophy                                                                  | 2            | [ 145 ]                |
| 2022 | Royal Television Society                                                | Оператор року                                                                      | У шорт-листі | [ 146 ]                |
| 2022 | Royal Television Society                                                | Висвітлення міжнародних подій                                                      | У шорт-листі | [ 146 ]                |
| 2022 | Deutsche Welle Freedom of Speech Award                                  |                                                                                    | Перемога     | [ 10 ]                 |
| 2022 | Премія імені Георгія Ґонґадзе                                           |                                                                                    | Перемога     | [ 147 ]                |
| 2022 | Knight International Journalism Awards                                  |                                                                                    | Перемога     | [ 148 ]                |
| 2022 | Biagio Agnes Award                                                      | International Prize                                                                | Перемога     | [ 149 ]                |
| 2020 | Премія Королівського телевізійного товариства                           | Оператор року                                                                      | У шорт-листі | [ 150 ] [ 151 ]        |
| 2019 | APME: Powerful Stories                                                  | Використання відео                                                                 | 1            | [ 152 ]                |
| 2019 | Премія Лівінгстона                                                      | Міжнародний репортаж                                                               | У шорт-листі | [ 153 ]                |
| 2018 | Премія Королівського телевізійного товариства                           | Оператор року                                                                      | У шорт-листі | [ 38 ]                 |
| 2017 | Премія Королівського телевізійного товариства                           | Оператор року                                                                      | У шорт-листі | [ 39 ]                 |
| 2017 | Премія Рорі Пека                                                        |                                                                                    | У шорт-листі | [ 154 ] [ 114 ]        |
| 2016 | Премія Королівського телевізійного товариства                           | Оператор року                                                                      | Перемога     | [ 46 ]                 |
| 2015 | Український фотограф року (2014)                                        | Репортаж                                                                           | 1            | [ 35 ]                 |
| 2015 | Премія Королівського телевізійного товариства                           | Молодий талант року                                                                | Перемога     | [ 155 ]                |
| 2014 | Український фотограф року (2013)                                        | Репортаж                                                                           | 1            | [ 20 ] [ 156 ]         |
| 2014 | Humanity Photo Award (HPA) (2013)                                       |                                                                                    | У шорт-листі | [ 29 ]                 |
| 2013 | Pentax Awards, Україна                                                  |                                                                                    | Перемога     | [ 21 ]                 |
| 2013 | PRESSzvanie Awards, Україна                                             | Портрет                                                                            | Перемога     | [ 22 ] [ 157 ] [ 158 ] |
| 2013 | Конкурс портретної фотографії «International FIPP FREMANTLE», Австралія | Портрет                                                                            | У шорт-листі | [ 29 ]                 |
| 2013 | Український фотограф року (2012)                                        | Документальна фотографія                                                           | 2            | [ 159 ]                |
| 2013 | Фотоконкурс Panasonic, Україна                                          |                                                                                    | Перемога     | [ 29 ]                 |
| 2009 | Майже втрачений Харків                                                  |                                                                                    | 1            | [ 17 ]                 |
| 2008 | Харків. Місто очима городян.                                            |                                                                                    | 1            | [ 15 ]                 |

## Виставки
| Рік  | Назва | Місце                                                                                           | Посилання                               |
| ---- | --- | ----------------------------------------------------------------------------------------------- | --------------------------------------- |
| 2024 | Mariupol | Торонто (Канада)                                                                                | [ 160 ]                                 |
| 2022 | Ukraine: The Path to Freedom                                                                                   | Гронінген (Нідерланди)                                                                          | [ 161 ]                                 |
| 2022 | MARIUPOL: Photographs & Video by Evgeniy Maloletka and Mstyslav Chernov                                        | Нью-Йорк (США)                                                                                  | [ 162 ]                                 |
| 2022 | Ukraine, testify so you will not forget                                                                        | Сагне (Канада)                                                                                  | [ 163 ]                                 |
| 2022 | Obležení Mariupolu, poslední novináři v okupovaném městě                                                       | Прага (Чехія)                                                                                   | [ 164 ]                                 |
| 2022 | Спалах. Українська фотографія сьогодні                                                                         | Київ (Україна)                                                                                  | [ 165 ]                                 |
| 2022 | Mariupol, Ukraine                                                                                              | Перпіньян (Франція)                                                                             | [ 166 ]                                 |
| 2022 | Escape from Mariupol                                                                                           | Рим (Італія)                                                                                    | [ 167 ]                                 |
| 2022 | Обличчя війни                                                                                                  | Кельн (Німеччина)                                                                               | [ 168 ]                                 |
| 2022 | Дім воєнних злочинів Росії (Російські воєнні злочини)                                                          | Давос (Швейцарія), Київ (Україна), Брюссель (Бельгія), Нью-Йорк (США), Лондон (Велика Британія) | [ 169 ] [ 170 ] [ 171 ] [ 172 ] [ 173 ] |
| 2022 | Tragedy of the 21st century in the centre of Europe                                                            | Нікосія, Сотіра, Ларнака (Кіпр)                                                                 | [ 174 ]                                 |
| 2022 | Ukraine Now: Darkness vs Light. Children Dream about Peace                                                     | Нью-Делі (Індія)                                                                                | [ 175 ]                                 |
| 2022 | #StandWithUkraine. The Russian war of aggression against Ukraine: lives taken, destroyed cities, lost fortunes | Страсбур (Франція)                                                                              | [ 176 ] [ 177 ]                         |
| 2022 | Українська Герніка                                                                                             | Тбілісі (Грузія)                                                                                | [ 178 ]                                 |
| 2022 | Это приказ, SORRI                                                                                              | Майнц (Німеччина)                                                                               | [ 179 ]                                 |
| 2022 | The Captured House                                                                                             | Берлін (Німеччина), Рим (Італія), Амстердам (Нідерланди)                                        | [ 180 ]                                 |
| 2022 | Ціна свободи                                                                                                   | Гельсінкі (Фінляндія)                                                                           | [ 181 ]                                 |
| 2022 | Маріуполь | Сараєво (Боснія і Герцеговина)                                                                  | [ 182 ]                                 |
| 2020 | Сплячий будинок                                                                                                | Київ (Україна)                                                                                  | [ 183 ]                                 |
| 2020 | Продукування снів або Що пропонує сучасна медіа-машина                                                         | Київ (разом з Ігорем Чекачковим)                                                                | [ 184 ] [ 185 ]                         |
| 2019 | Українська революція                                                                                           | Хмельницький (Україна)                                                                          | [ 186 ]                                 |
| 2017 | Україна у вогні                                                                                                | Дюссельдорф (Німеччина)                                                                         | [ 187 ]                                 |
| 2015 | Майдан — мужність, воля та біль                                                                                | Харків (Україна)                                                                                | [ 188 ]                                 |
| 2015 | Я волонтер за зовом серця                                                                                      | Суми (Україна)                                                                                  | [ 189 ]                                 |
| 2014 | «Червоне», Міжнародний Червоний Хрест                                                                          | Київ (Україна)                                                                                  | [ 29 ]                                  |
| 2013 | Євромайдан: територія свободи                                                                                  | Рига (Латвія)                                                                                   | [ 29 ]                                  |
| 2013 | Сезон дощів | Харків (Україна)                                                                                | [ 13 ] [ 23 ] [ 24 ]                    |
| 2008 | Musica per Somnia                                                                                              | Київ (Україна)                                                                                  | [ 16 ] [ 15 ]                           |